# 金魚と鯉の郷広場

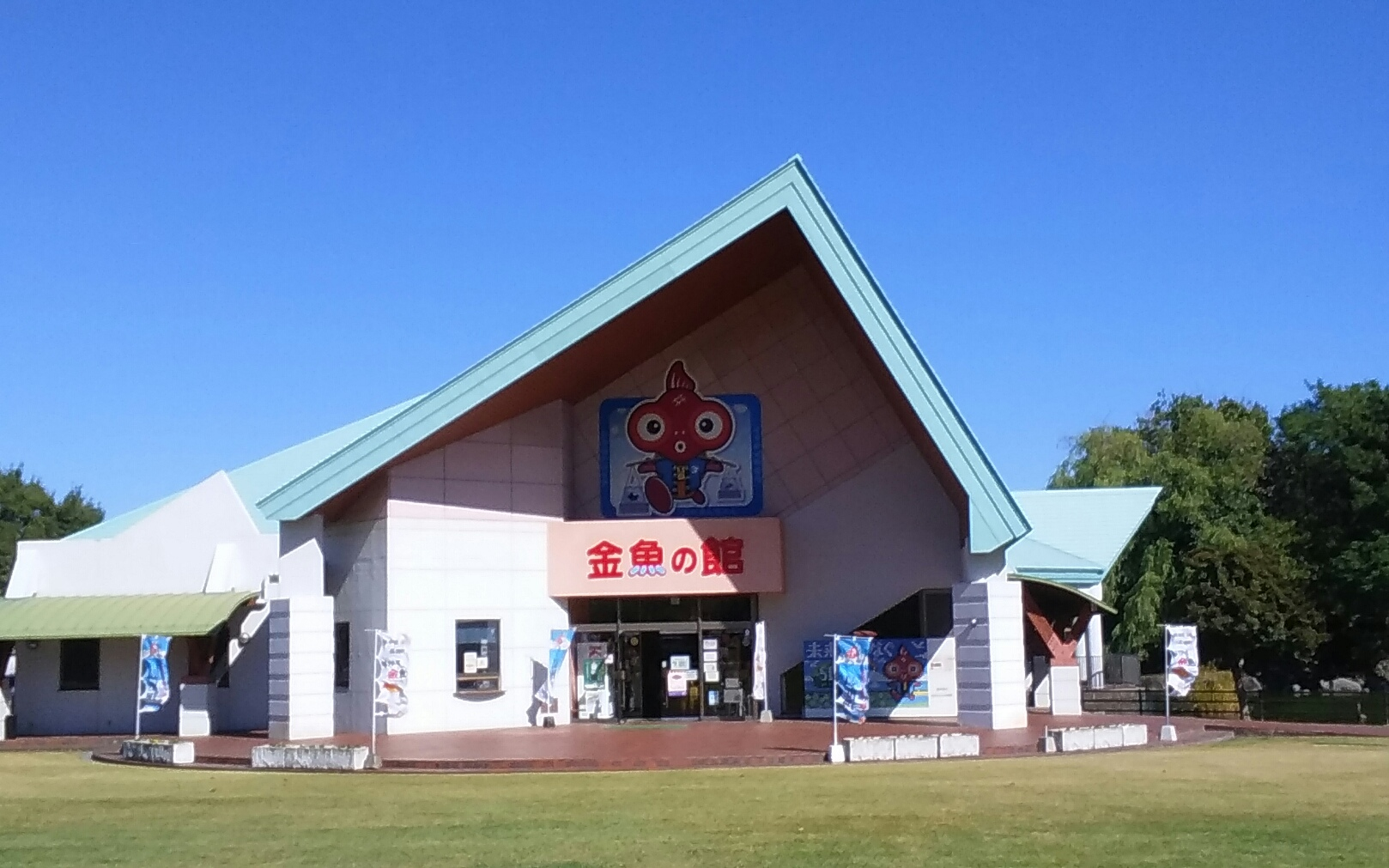
金魚の館

金魚と鯉の郷広場（きんぎょとこいのさとひろば）は、熊本県玉名郡長洲町にある公園である。

## 概説
1995年にオープンした自然公園で、長洲町特産の金魚と鯉をテーマにしている。館内にある「金魚の館」では様々な種類の金魚を鑑賞することができるほか、金魚すくいを楽しむことも可能。ほかにはアスレチック、芝生の広場、せせらぎ川などがあり、多くの家族連れでにぎわう。
毎年5月のゴールデンウィーク期間中には「火の国長洲金魚まつり」の会場となる。特に「九州金魚すくい選手権」が有名で、2023年には個人戦に400名が参加した。

## 交通アクセス
- JR九州鹿児島本線長洲駅より徒歩24分(1.9㎞)。
- マイカーの場合、九州自動車道南関インターチェンジから22㎞。
- 駐車場あり

## ギャラリー

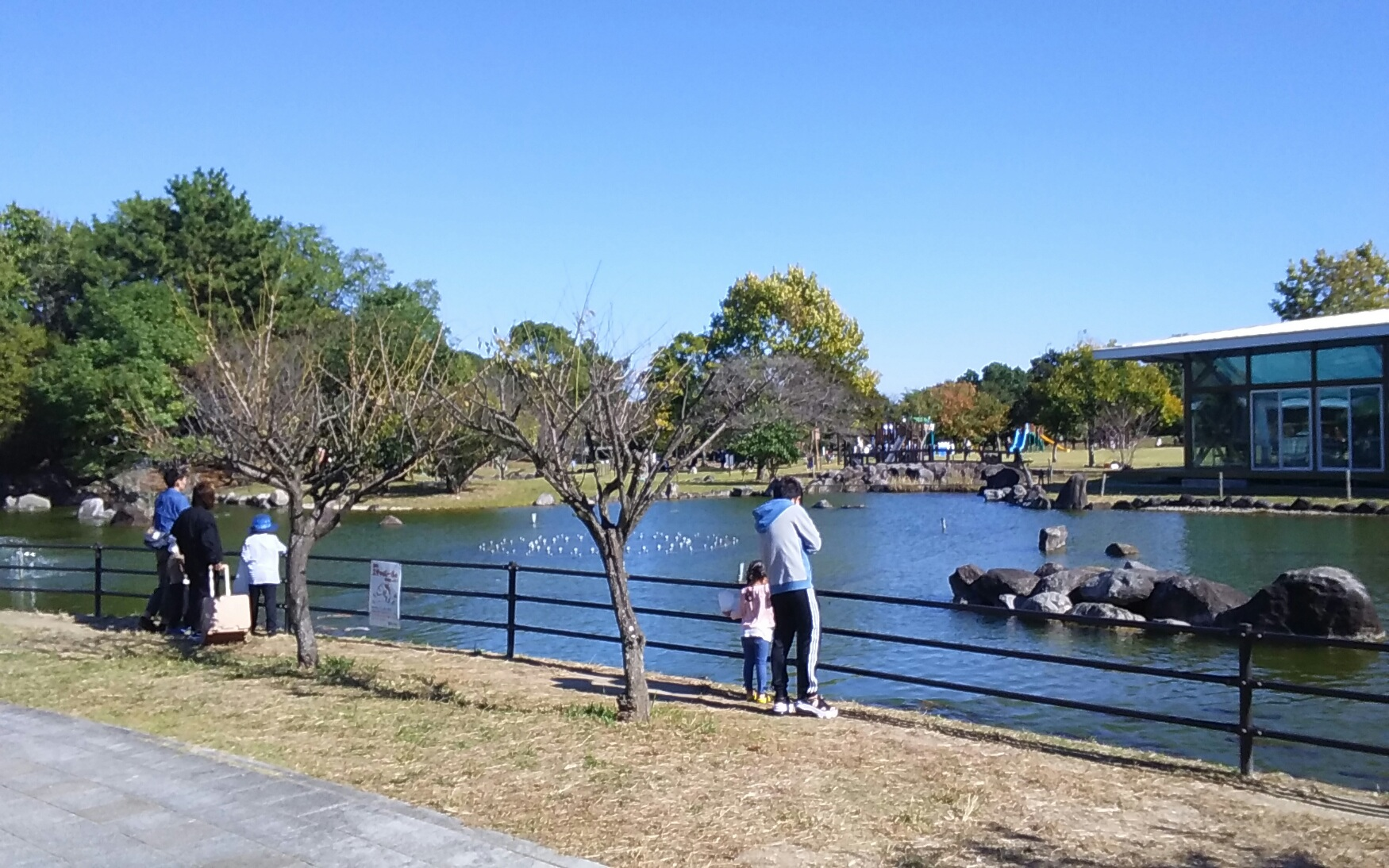
修景池
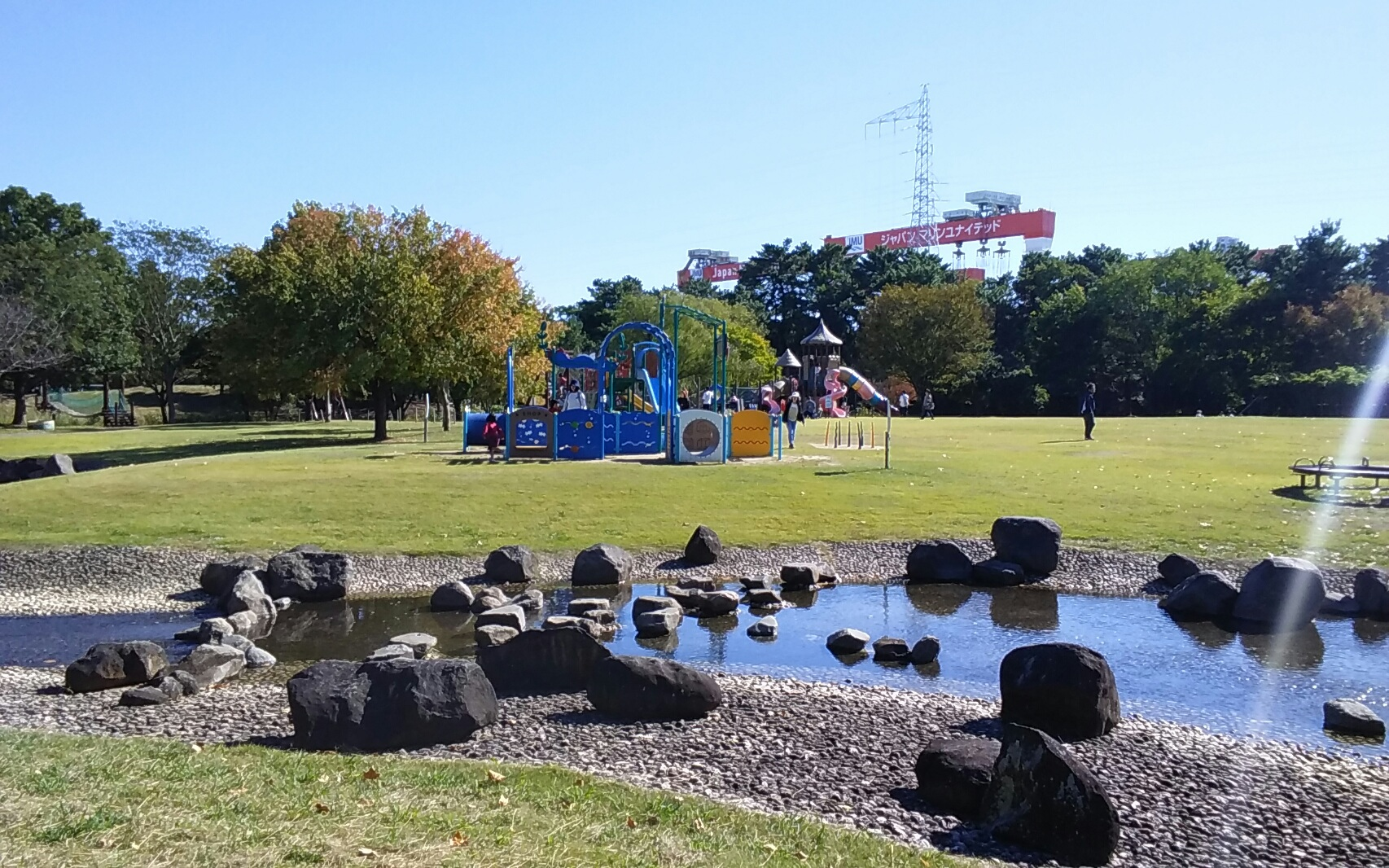
せせらぎ広場
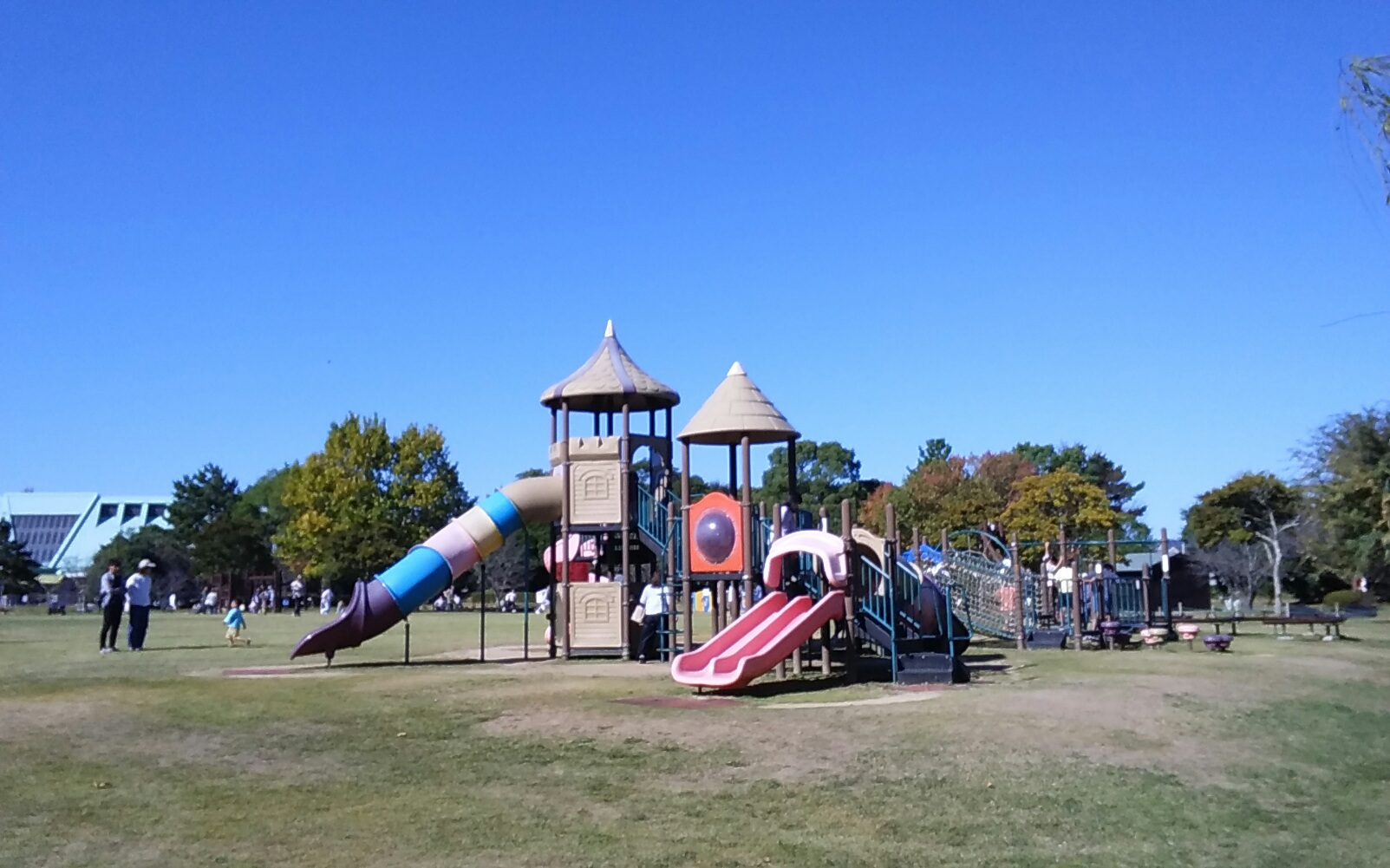
大型遊具
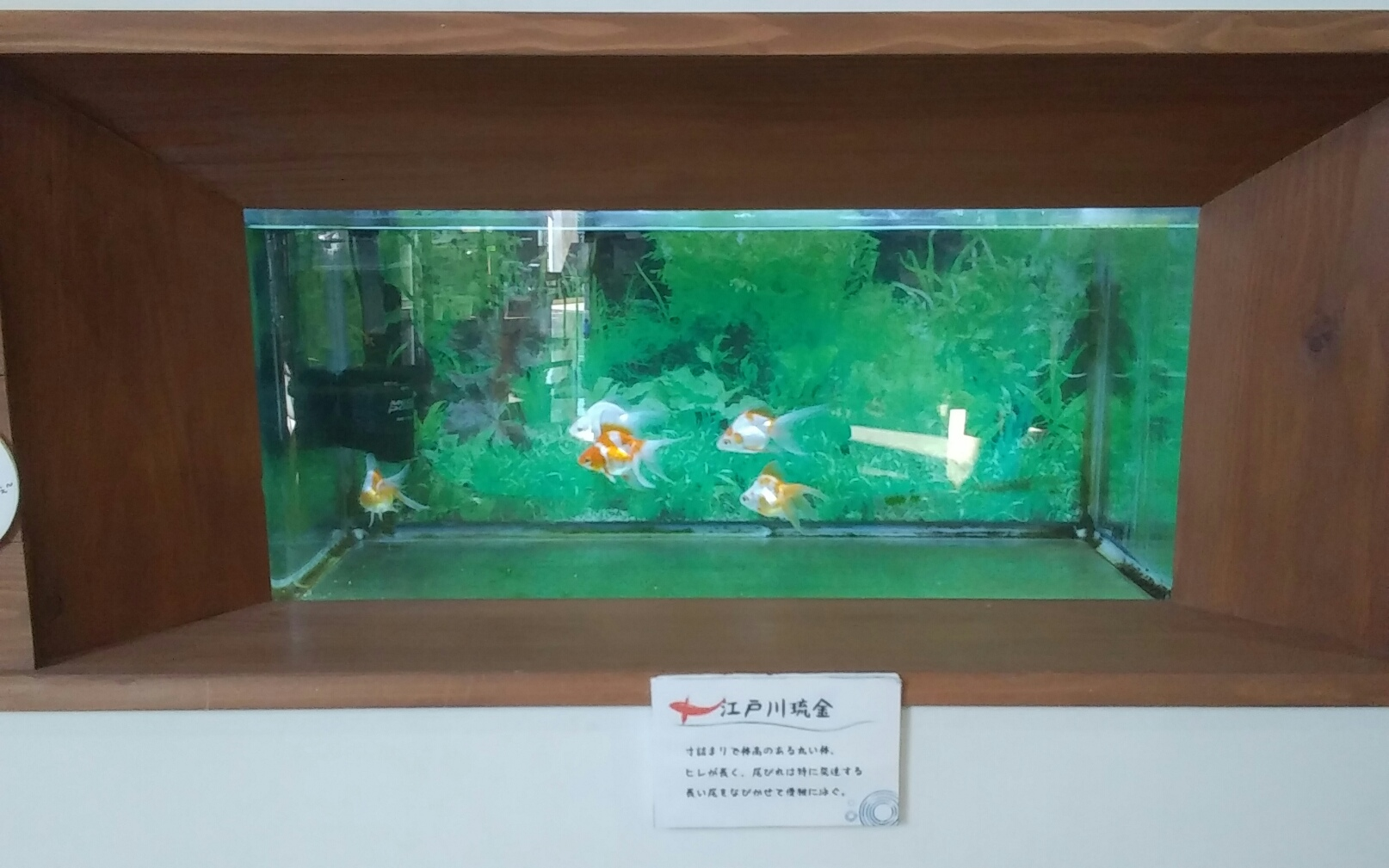
金魚の展示